# Głowomłot tropikalny
Głowomłot tropikalny (Sphyrna lewini) – gatunek krytycznie zagrożonego wyginięciem rekina z rodziny młotowatych (Sphyrnidae). Występuje w strefie tropikalnej i subtropikalnej oceanów praktycznie na całym świecie.

## Taksonomia
Rekin ten został po raz pierwszy opisany w 1834 roku pod nazwą Zygaena lewini przez angielskich zoologów – Edwarda Griffitha i Charlesa Hamiltona Smitha. W późniejszych latach zmieniono nazwę na Sphyrna lewini. Nazwa rodzaju – sphyrna – prawdopodobnie pochodzi od greckiego słowa sphyra („młotek”) i nawiązuje do łba rekina w kształcie młota. Pochodzenie epitetu gatunkowego nie jest pewne, być może honoruje Johna Lewina (1770–1819), który ilustrował wczesne książki dotyczące przyrody Australii, w tym jedną z książek Griffitha i Smitha.

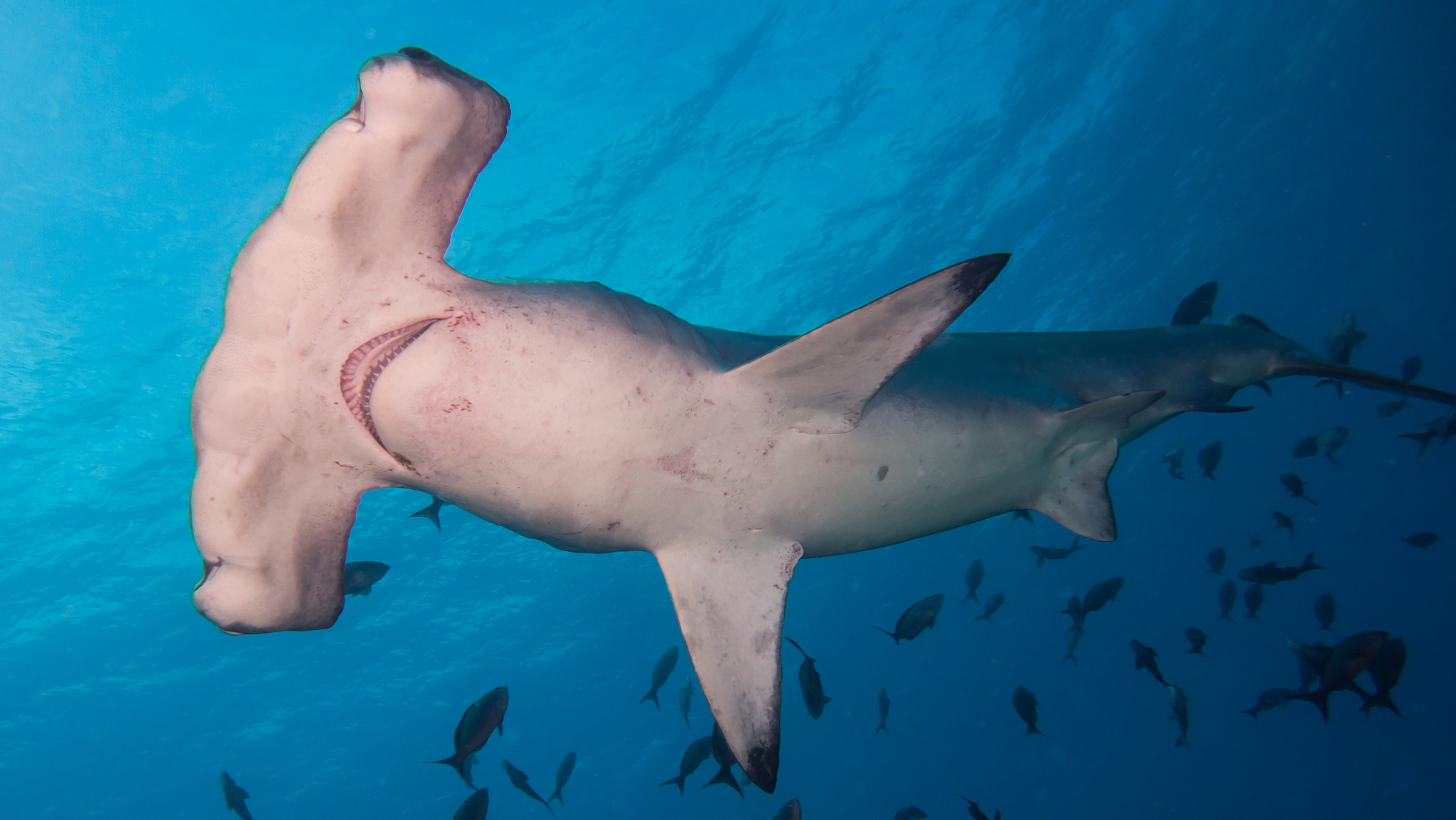
Rekin widziany od spodu

## Występowanie i środowisko
Występuje w ławicach. Można go spotkać w częściach Atlantyku, Oceanu Indyjskiego i Pacyfiku. Na jego środowisko składają się rafy koralowe, szelfy kontynentalne, laguny oraz ogólnie wody przybrzeżne.

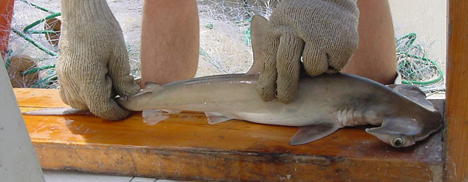
Młody osobnik

## Opis
Dorosły osobnik osiąga długość ciała od 2,5 do 5 m, a waży do około 400 kilogramów. Rekin ma ubarwienie określane jako oliwkowe, szarobrunatne lub brązowe. Spód brzucha rekina jest najczęściej biały.

## Biologia i ekologia
Jest to rekin wypływający na żer głównie w nocy, kiedy to poluje na mniejsze ryby (szczególnie płaszczki) i bezkręgowce. Gatunek często poławiany przez człowieka, który handluje jego płetwami oraz olejem z jego wątroby. Mieszkańcy Karaibów często też polują na ten gatunek w celu zdobycia jego mięsa. To właśnie kłusownictwo jest głównym powodem krytycznego zagrożenia gatunku.